# Strohblumen
Die Pflanzengattung der Strohblumen (Helichrysum) gehört zur Familie der Korbblütler (Asteraceae). Die etwa 600 Arten sind hauptsächlich in der Alten Welt, besonders im Südlichen Afrika und Madagaskar beheimatet.
Einige Arten behalten beim Trocknen die Färbung der Blütenkörbe und eignen sich gut für Trockensträuße. Sie werden auch als Immortellen (Unsterblichen; da die Blüten nicht verwelken) bezeichnet. Die Sorten einiger Arten eignen sich als Beet- und Balkonpflanzen.

## Beschreibung

### Erscheinungsbild und Laubblätter
Helichrysum wachsen als ein-, zweijährige bis ausdauernde krautige Pflanzen, Halbsträucher oder Sträucher, die meist Wuchshöhen von 20 bis 80 Zentimeter erreichen. Viele Arten duften aromatisch. Sie bilden oft Pfahlwurzeln. Die meist aufrechten, manchmal niederliegenden bis aufsteigenden Stängel sind mehr oder weniger wollig-filzig behaart und besitzen meist auch gestielte oder sitzende Drüsenhaare. 
Die wechselständig angeordneten Laubblätter sind meist gestielt und stängelumfassend und/oder herablaufend. Die einfachen Blattspreiten sind eiförmig, spatelförmig bis lanzettlich oder linealisch mit keilförmiger bis gestutzter Spreitenbasis. Der ganzrandige Blattrand ist manchmal zurückgerollt. Die beiden Blattseiten sind gleich oder seltener unterschiedlich gefärbt und meist grau bis weiß filzig oder seidig behaart und sie besitzen manchmal auch gestielte oder sitzende Drüsenhaare; die Blattoberseite verkahlt manchmal und ist dann grünlich. 

### Blütenstände und Blüten
In schirmtraubigen Gesamtblütenständen stehen mehrere in Knäueln zusammengefasste körbchenförmige Blütenstände zusammen. Die Blütenkörbchen sind mehr oder weniger scheibenförmig. Die Körbchenhülle (Involucrum) ist glockenförmig mit einem Durchmesser von nur 4 bis 8 mm. Die in meist drei bis fünf, selten bis zu sieben Reihen stehenden Hüllblätter sind weißlich, stroh- bis rosafarben, rot oder orangefarben und undurchsichtig bis durchscheinend und meist glänzend. Der Körbchenboden ist flach und kahl, meist ohne Spreublätter. 
Die Kronblätter sind meist gelblich. Randständige weibliche Blüten fehlen oder sind einzeln oder zu zweit vorhanden. Es sind 3 bis 30, selten bis über 50 innere, zwittrige Röhrenblüten vorhanden. Zungenblüten, mit oder ohne Zungen, kommen selten vor.

### Früchte
Die mehr oder weniger säulenförmigen Achänen besitzen meist eine glatte, manchmal papillöse Oberfläche, die durch erhabene, dachziegelförmig übereinanderliegende Spitzen der Epidermiszellen rau ist, sowie manchmal vier bis sechs Längsrillen und sie sind meist kahl oder selten behaart. Der oft früh abfallende Pappus besteht aus einer Reihe mit 12 bis 20 freien oder an ihrer Basis etwas zusammenhängenden, meist bärtigen bis selten fast federartigen Borsten. Als Diaspore wird die Achäne ausgebreitet.

### Chromosomenzahlen
Die Chromosomengrundzahl beträgt x = 7.

## Synökologie
Manche Arten sind Futterpflanzen: Sand-Strohblume (Helichrysum arenarium) für Aethes williana, Eublemma minutata, Platyptilia tesseradactyla; Garten-Strohblume (Helichrysum bracteatum) von Vanessa kershawi; Italienische Strohblume (Helichrysum italicum) für Gypsochares baptodactylus Zeller 1850.

## Verbreitung
Sehr viele Arten stammen aus der Capensis. Ein weiterer Schwerpunkt der Artenvielfalt ist Australien. Vergleichsweise wenige Arten gibt es auch jeweils in der Mittelmeerregion, in Neuseeland und im westlichen und zentralen Asien.

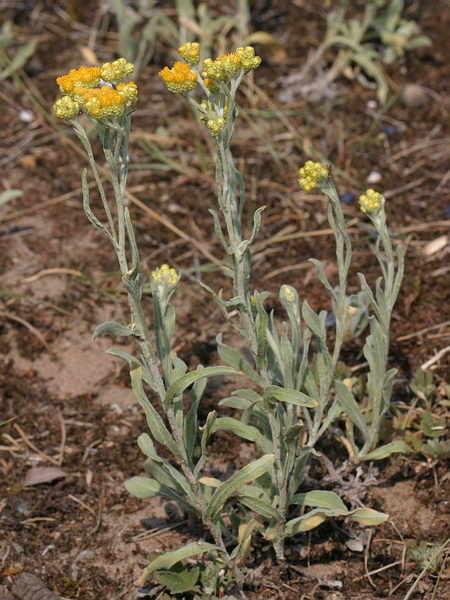
Sand-Strohblume (Helichrysum arenarium)

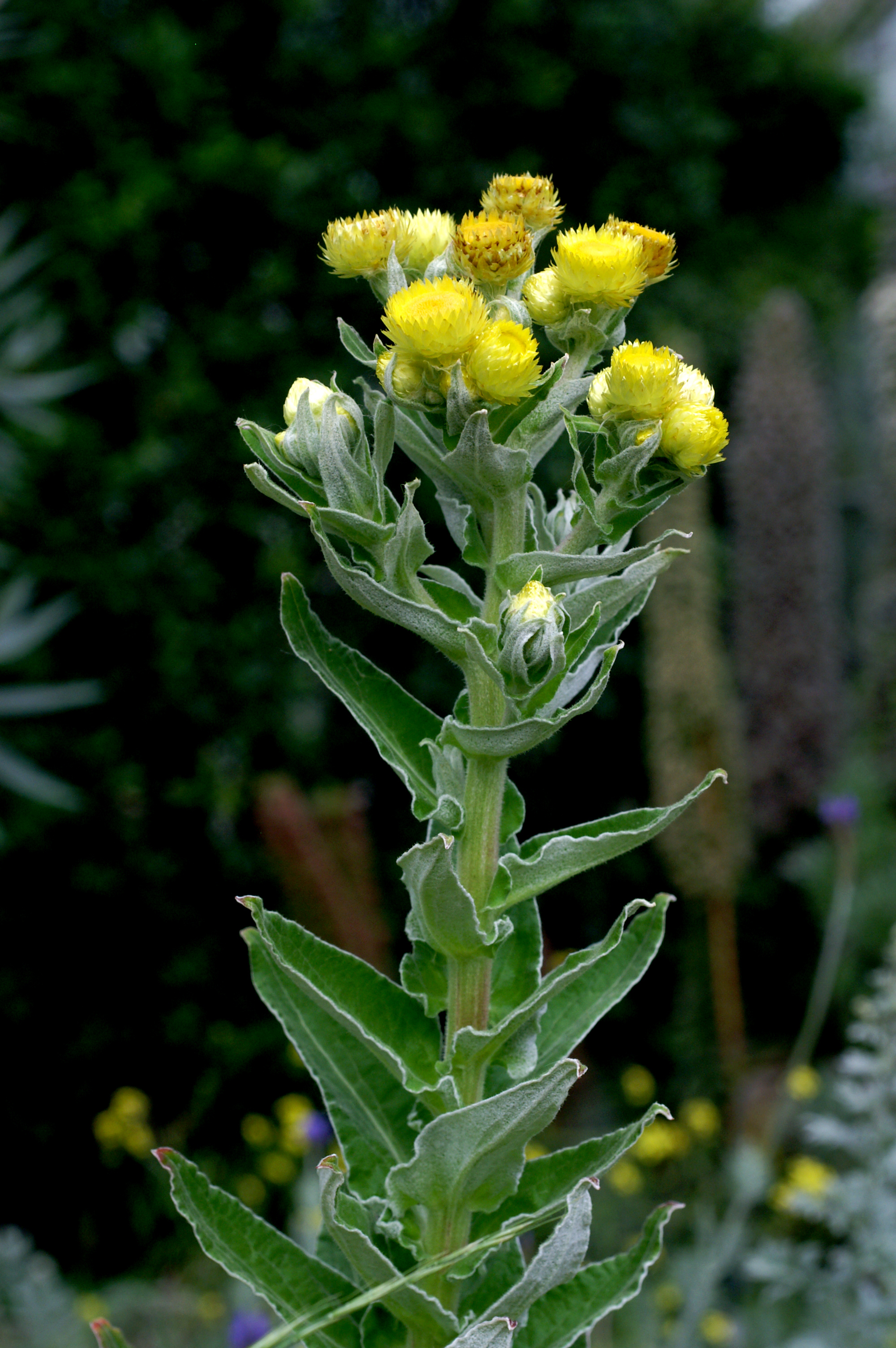
Blütenstand der Stinkenden Strohblume (Helichrysum foetidum)

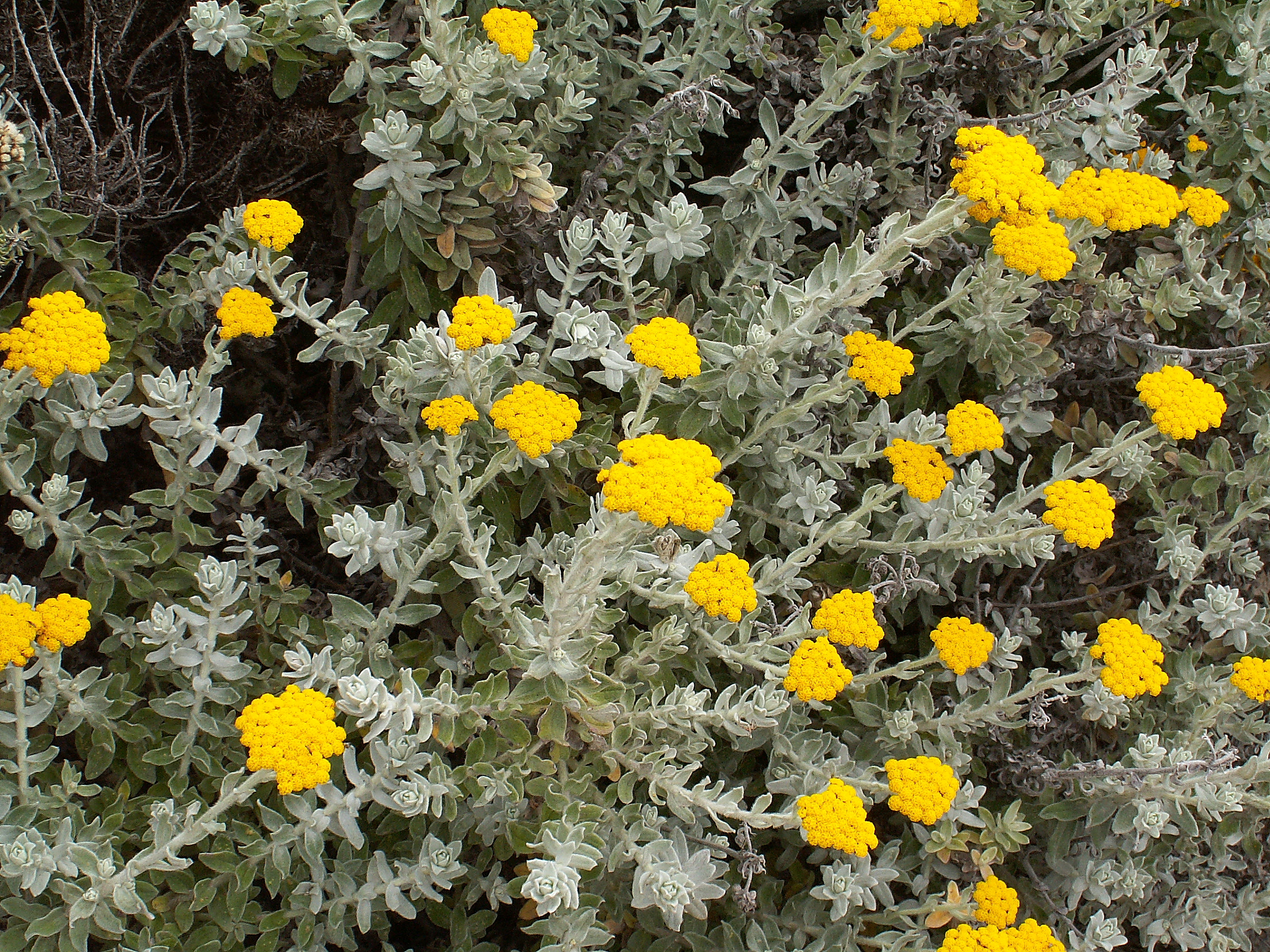
Helichrysum moeserianum im Habitat, De Hoop Naturschutzgebiet, Südafrika

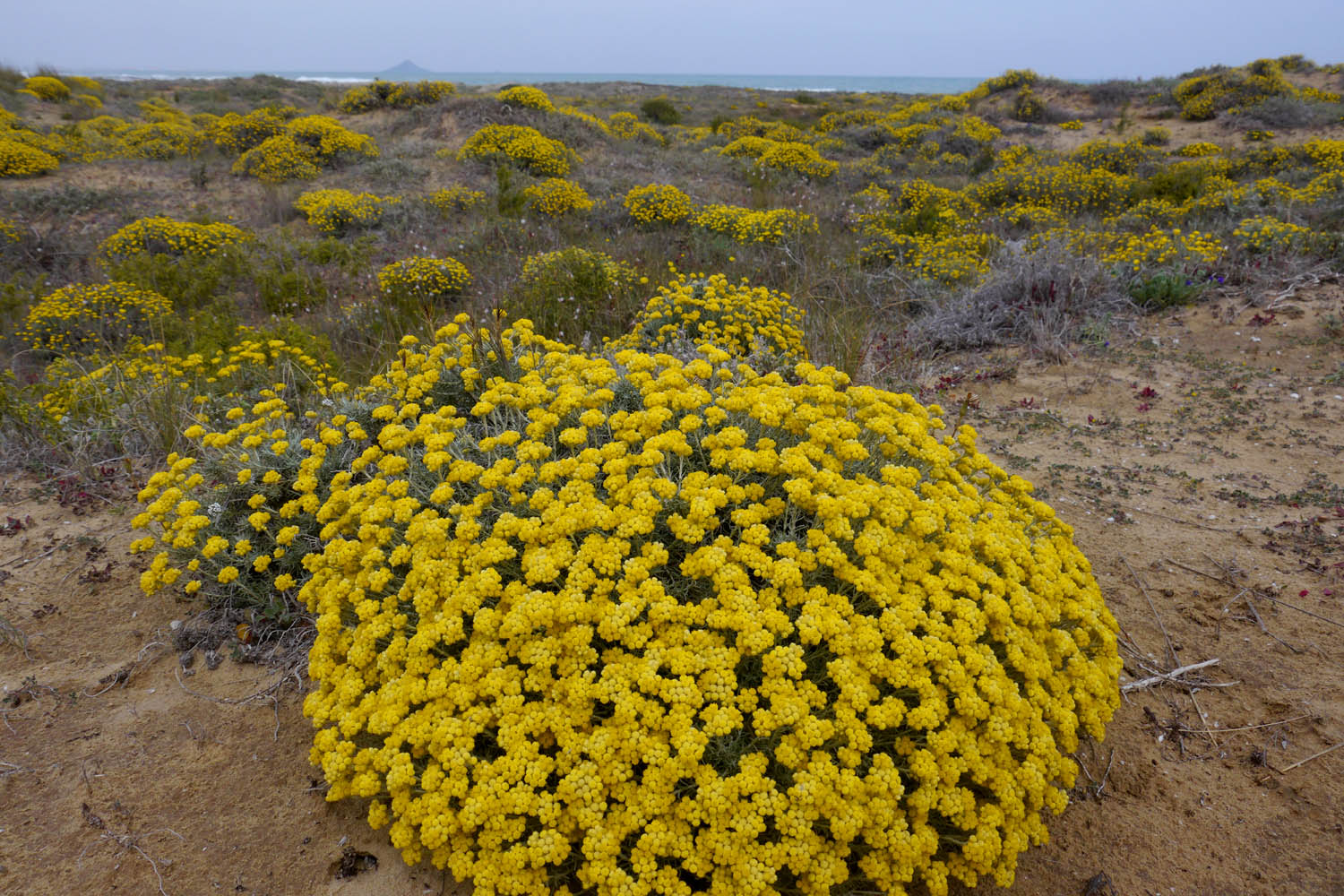
Mittelmeer-Strohblume (Helichrysum stoechas)

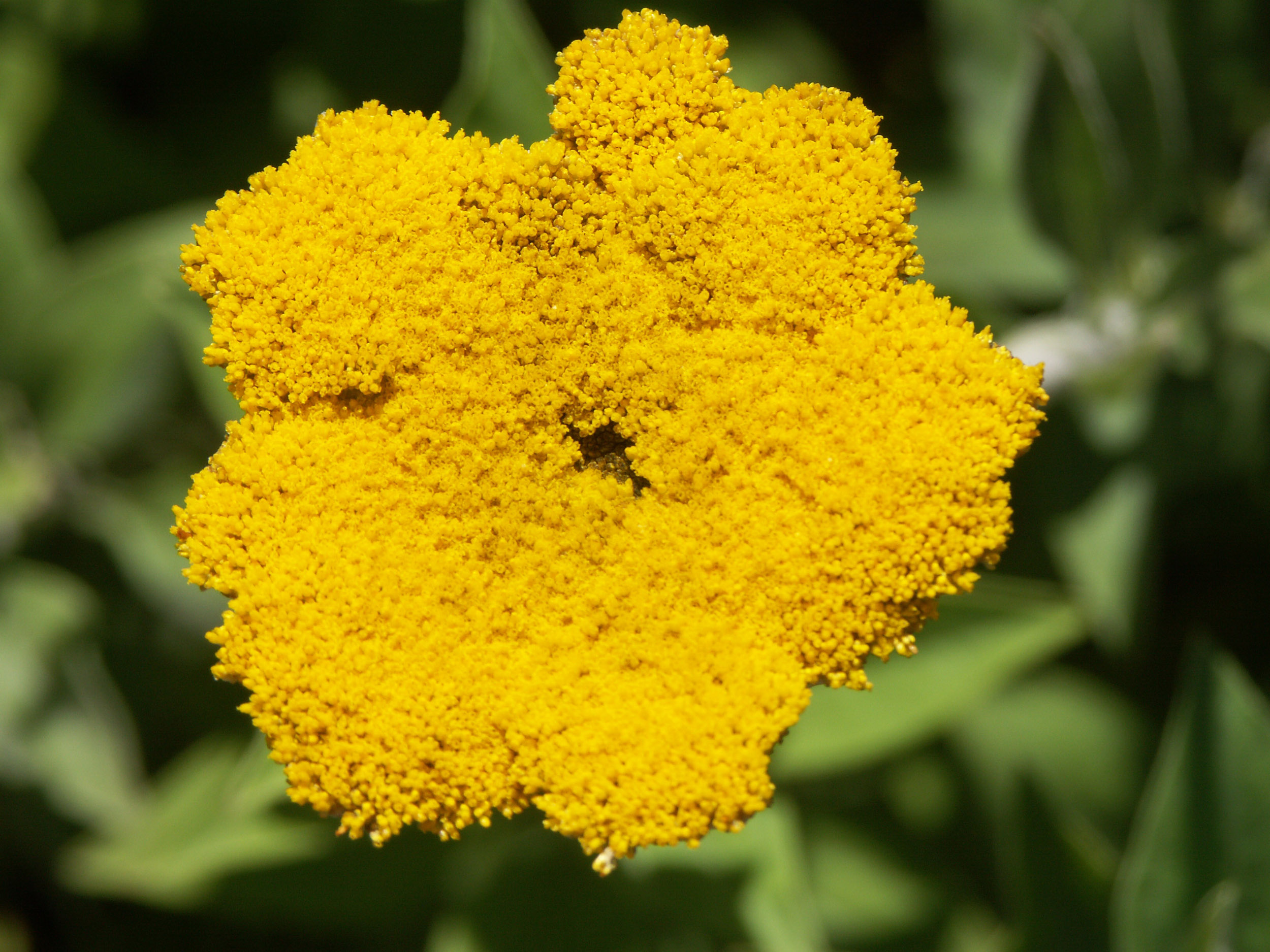
Blütenstand von Helichrysum umbraculigerum

## Systematik
Die Gattung Helichrysum wurde 1754 mit der Schreibweise Elichrysum durch Philip Miller in The Gardeners Dictionary ... Abridged... 4. Auflage, Band 2 aufgestellt. Typusart ist Helichrysum orientale (L.) Gaertn. Synonyme für Helichrysum Mill. sind: Leontonyx Cass., Virginea (DC.) Nicoli, Virginia (DC.) Nicoli. Der Gattungsname Helichrysum leitet sich von den griechischen Wörtern helios für Sonne und chrysos für Gold ab; helichrysos war bei den Griechen ein Name für eine griechische Pflanzenart aus der Familie der Asteraceae.
Die Gattung Helichrysum gehört zur Tribus Gnaphalieae in der Unterfamilie Asteroideae innerhalb der Familie Asteraceae.
Der Umfang der Gattung Helichrysum ist in Diskussion, da sich herausgestellt hat, dass die bisherige Gattung nicht monophyletisch ist, ausgegliederte Gattungen sind zum Beispiel Argentipallium Paul G.Wilson, Castroviejoa Galbany et al., Coronidium Paul G.Wilson, Lawrencella Lindl., Xerochrysum Tzvelev, Ozothamnus R.Br. und Chrysocephalum Walp. mit einer ozeanischen Verbreitung.
In der artenreichen Gattung der Strohblumen (Helichrysum) gibt es etwa 600 Arten. Hier eine Artenauswahl:
- Helichrysum adenophorum F.Muell.: Sie kommt in Australien vor.[2]
- Helichrysum amorginum Boiss. & Orph.: Sie kommt auf Inseln in der Ägäis vor.[2]
- Sand-Strohblume (Helichrysum arenarium (L.) Moench)
- Helichrysum argyrosphaerum DC.: Sie kommt in Angola, Botswana, Namibia und Südafrika vor.[2]
- Helichrysum asperum (Thunb.) Hilliard & B.L.Burtt: Sie kommt in Südafrika vor.[2]
- Helichrysum aureum (Houtt.) Merr.: Sie kommt in Tansania, Mosambik, Angola, Simbabwe, Botswana, Lesotho,  Eswatini, Namibia und Südafrika vor.[2]
- Helichrysum basalticum Hilliard (Syn.: Gnaphalium alticola Compton)
- Helichrysum bellidioides (G.Forst.) Willd.: Sie kommt in Neuseeland vor.[2]
- Helichrysum blandowskianum Steetz ex Sond.: Sie kommt in Australien vor.[2]
- Helichrysum cymosum D.Don
- Helichrysum doerfleri Rech.f.: Sie kommt in Kreta vor.[4]
- Stinkende Strohblume (Helichrysum foetidum (L.) Moench): Sie kommt ursprünglich im Jemen und im tropischen und im südlichen Afrika vor und ist ein Neophyt in Spanien, Frankreich, Madeira, Réunion und Hawaii.[2]
- Helichrysum heldreichii Boiss.: Sie kommt in Kreta vor.[4]
- Italienische Strohblume (Helichrysum italicum (Roth) G.Don): Sie kommt in zwei Unterarten in Marokko, Algerien, Tunesien, in Südeuropa und auf Zypern vor:[2]
  - Helichrysum italicum subsp. italicum: Sie kommt in Marokko, Algerien, Frankreich, Italien, Slowenien, Kroatien, Bosnien-Herzegowina, Montenegro, Griechenland und in Zypern vor.[2]
  - Helichrysum italicum subsp. serotinum (Boiss.) P. Fourn.: Sie kommt in Marokko, Algerien, Spanien, Portugal und im südlichen Frankreich vor.[2]
- Helichrysum kirkii Oliv. & Hiern: Sie kommt in Kenia, Tansania, Angola, Malawi, Mosambik, Sambia, Burundi, in der Demokratischen Republik Kongo und in der Republik Kongo vor.[2]
- Helichrysum leucopsideum DC.: Sie wurde aus Australien erstbeschrieben.
- Helichrysum maracandicum Popov ex Kirp.: Sie kommt in Tadschikistan und in Kirgisistan vor.[2]
- Helichrysum melitense (Pignatti) Brullo, Lanfr., P.Pavone & G.Ronsisvalle: Sie kommt in Malta vor.[4]
- Helichrysum moeserianum Tell.: Sie wurde aus dem südlichen Afrika erstbeschrieben.
- Helichrysum orientale (L.) Vaill.: Sie kommt in Griechenland und in der Türkei vor.[2]
- Helichrysum pendulum (C. Presl) C. Presl (Syn.: Helichrysum rupestre (Raf.) DC.): Sie kommt in Marokko, Algerien, Spanien, Sardinien, Sizilien und Malta vor.[2]
- Lakritz-Strohblume (Helichrysum petiolare Hilliard & B.L.Burtt): Sie kommt ursprünglich im südlichen Afrika vor und ist in Europa, Kalifornien und Madeira ein Neophyt.[2]
- Helichrysum plicatum DC.: Sie kommt in Serbien, Albanien, Griechenland, Makedonien, Bulgarien, in der Türkei, Syrien, Libanon, Irak, Iran, Armenien, Aserbaidschan und Georgien vor.[2]
- Helichrysum sibthorpii Rouy: Sie kommt in Griechenland vor.[4]
- Mittelmeer-Strohblume (Helichrysum stoechas (L.) Moench): Sie kommt in Marokko, Tunesien, Libyen, Ägypten, Spanien, Portugal, Frankreich, Italien, Albanien, Griechenland, Türkei, Syrien, Libanon und Zypern vor.[2]
- Helichrysum umbraculigerum Less.: Sie kommt in Lesotho und von Südafrika bis Free State und KwaZulu-Natal weitverbreitet vor.[2]

Nicht mehr zu dieser Gattung wird beispielsweise gerechnet:
- Helichrysum luteoalbum (L.) Rchb. => Pseudognaphalium luteoalbum (L.) Hilliard & B. L. Burtt

## Ergänzende Literatur
- Peter Schönfelder, Ingrid Schönfelder: Was blüht am Mittelmeer? 750 Arten (= Kosmos-Naturführer). 4. Auflage. Franckh-Kosmos, Stuttgart 2005, ISBN 3-440-10211-4.